# Varkan
Varkan este o arie protejată (arie specială de conservare — SAC, sit de importanță comunitară — SCI) din Bulgaria întinsă pe o suprafață de 0,69 ha, integral pe uscat.

## Localizare
Centrul sitului Varkan este situat la coordonatele 43°59′16″N 22°40′37″E / 43.9878°N 22.6769°E.

## Înființare
Situl Varkan a fost declarat sit de importanță comunitară în martie 2007 pentru a proteja 8 specii de animale. Situl a fost protejat și ca arie specială de conservare în februarie 2015.

## Biodiversitate
Situată în ecoregiunea continentală, aria protejată conține 1 habitat natural: Peșteri inaccesibile publicului.
La baza desemnării sitului se află mai multe specii protejate de  mamifere (8): liliac cu aripi lungi (Miniopterus schreibersii), liliac cu urechi de șoarece (Myotis blythii), liliac cu picioare lungi (Myotis capaccinii), liliac cărămiziu (Myotis emarginatus), liliac comun (Myotis myotis), liliacul mediteranean cu potcoavă (Rhinolophus euryale), liliacul mare cu potcoavă (Rhinolophus ferrumequinum), liliacul cu potcoavă a lui méhely (Rhinolophus mehelyi)
Pe lângă speciile protejate, pe teritoriul sitului au mai fost identificate 4 specii de nevertebrate.